# 피어슨투코투코
피어슨투코투코(Ctenomys pearsoni)는 투코투코과에 속하는 설치류의 일종이다. 우루과이의 토착종이며, 해발 200m 이하에서 발견된다. 피어슨투코투코는 여러 개의 구멍(평균 13개)을 가진 굴을 파며, 건조한 풀로 만든 한 두개의 둥지를 포함하고 있다. 모래로 된 흙 지역을 좋아하지만 어느 정도 융통성이 있다. 개발과 농업 그리고 목장을 위한 서식지 감소 때문에 위협을 받고 있다. 2n=68~70, FN=80~88과 2n=56, FN=77~79을 포함하여 다양한 핵형이 보고되고 있으며, 이 분류군이 여러 종을 대표되고 있음을 암시하고 있다. 도르비니투코투코(C. dorbignyi)는 2n=70 형태에서 세포유전학적으로 구별할 수 없는 것으로 보인다. 학명은 미국 동물학자 피어슨(Oliver Payne Pearson)의 이름에서 유래했다.